# Achatinella valida
Achatinella valida fue una especie de molusco gasterópodo de la familia Achatinellidae en el orden de los Stylommatophora.

## Distribución geográfica
Fue endémica del Archipiélago de Hawái.